# 14P/Wolf
14P/Wolf es un cometa periódico descubierto en 1884 de forma independiente por los astrónomos alemán, Max Wolf desde el Observatorio de Heidelberg-Königstuhl, el 17 de septiembre, y británico, Ralph Copeland, el 22 del mismo mes desde el Observatorio de Dun Echt. Con un periodo de 8,75 años, está clasificado como un cometa de la Familia de Júpiter.

## Características físicas
Mediciones fotométricas llevadas a cabo en 2005, asumiendo unos valores de albedo de 0,04, típico de los cometas, y que la forma del núcleo es elipsoidal, dado que en las observaciones realizadas no se aprecian variaciones de color superficial, implicando, por tanto, que las variaciones de brillo observadas se deben únicamente a su forma, han arrojado unos valores de radio efectivo del núcleo para este cometa de 3,16 ± 0,01 km con una razón entre los ejes principales del elipsoide de a/b=1,7 ± 0,1. También se midió el periodo de rotación en 7,53 ± 0,10 h.